# Aachener Verkehrsverbund

Historisches Logo Aachener Verkehrsverbund

Verkehrsgebiet des AVV

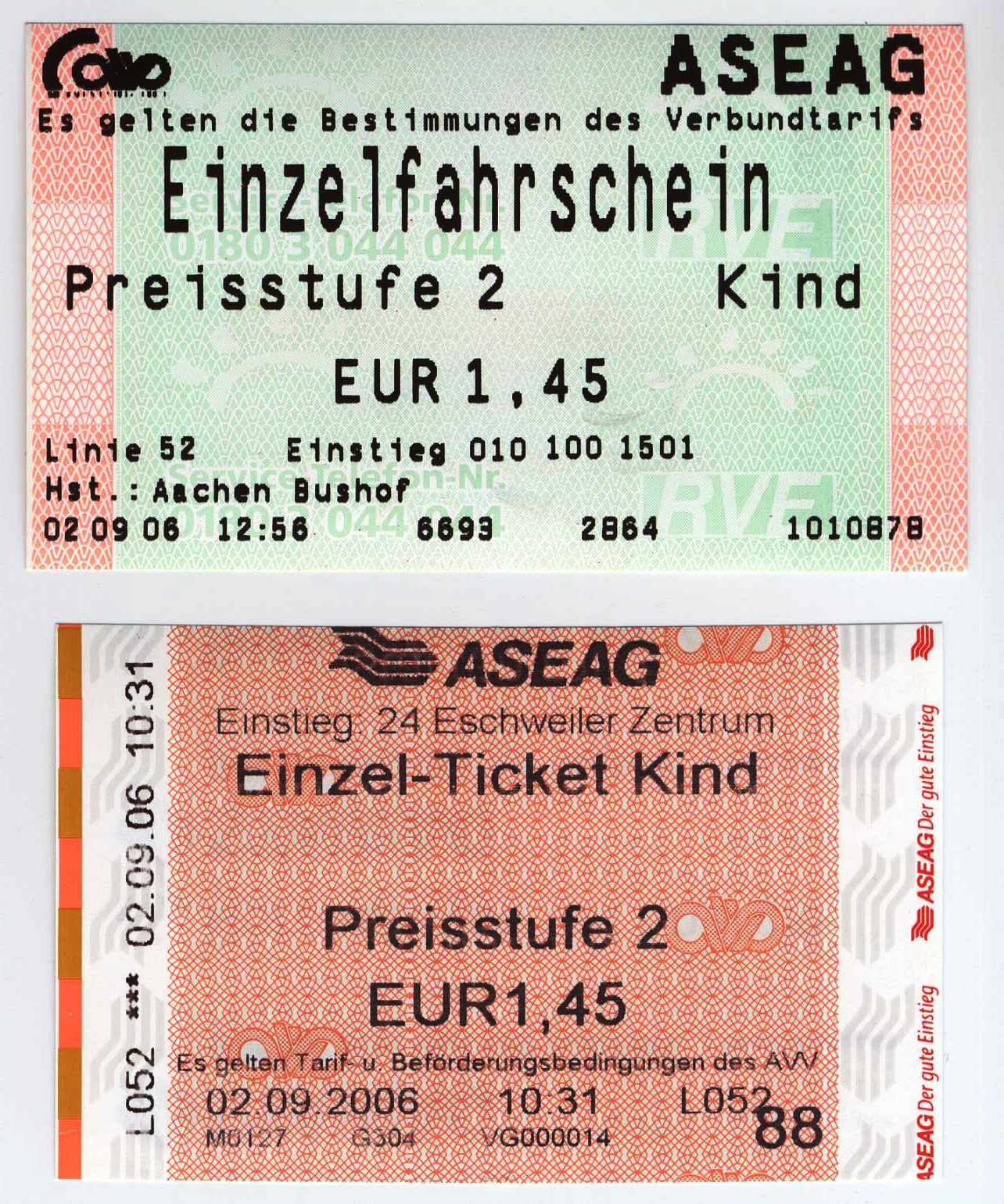
AVV-Fahrscheine der RVE (oben) und ASEAG 2006

Der Zweckverband Aachener Verkehrsverbund (AVV) ist von den Gebietskörperschaften Städteregion Aachen, Kreis Düren, Kreis Heinsberg und der kreisfreien Stadt Aachen als kommunaler Aufgabenträgerverbund beauftragt, den öffentlichen Personennahverkehr (ÖPNV) in den betreffenden Gebietskörperschaften zu planen, zu organisieren und auszugestalten. Er wickelt die Finanzierung des Nahverkehrs mit den Kreisen und der kreisfreien Stadt Aachen ab. Bis zur Gründung des Zweckverbands go.Rheinland bestellte er außerdem den Schienenpersonennahverkehr (Regional-Express und Regionalbahn) bei Eisenbahnverkehrsunternehmen und kontrollierte deren Leistung. Gegründet wurde der AVV 1971, 1994 erfolgte schließlich die Erweiterung im Kooperationsraum 3 (Aachen), mit dem Vorgänger der Städteregion Aachen, dem Kreis Aachen. Seit dem 1. Januar 2008 gehört der Zweckverband AVV gemeinsam mit dem Verkehrsverbund Rhein-Sieg (VRS) dem Zweckverband go.Rheinland an, der insbesondere die Bestellung und Kontrolle des Schienenpersonennahverkehrs übernahm.

## Geschichte
Nachdem bereits in den 1960er Jahren Überlegungen angestellt wurden, wie den Fahrgästen durch eine Zusammenarbeit der verschiedenen Unternehmen die Benutzung der öffentlichen Verkehrsmittel im Aachener Raum einfacher gemacht werden kann, erfolgte am 23. Mai 1971 die Gründung einer Verkehrsgemeinschaft zwischen der ASEAG und der Kraftpost Aachen. Dieser Zeitpunkt markiert die Geburtsstunde des AVV. Gut zwei Jahre später trat am 8. Juni 1973 auch die Bussparte der damaligen Deutschen Bundesbahn dem AVV bei.
Eine erste Erweiterung des Verbundgebietes gelang am 29. Mai 1974 mit der Integration der Eifellinien der Deutschen Bundespost. Damit wurde den wirtschaftlichen Bindungen zwischen der Region Aachen und dem Eifelraum Rechnung getragen.
Als Vorbereitung auf die Erweiterung des Verbundgebietes auf die Kreise Düren und Heinsberg wurde am 1. April 1978 ein einheitlicher Tarif auf die Kreiswerke Heinsberg, die Dürener Verkehrsgemeinschaft und Taeter Aachen ausgeweitet. Damit standen für die spätere Einnahmenaufteilung rechtzeitig entsprechende Werte zur Verfügung. Mit der Ausweitung des AVV auf die Kreise Düren und Heinsberg traten am 1. Januar 1979 die Dürener Kreisbahn, die Kreiswerke Heinsberg und Taeter Aachen dem AVV bei. Mit der belgischen SADAR war erstmals ein ausländischer Partner assoziiertes Mitglied im AVV, dessen Verbundgebiet nun bis zum belgischen Ort Kelmis reichte.
Für verbundraumüberschreitende Fahrten vom AVV in den VRR wurde am 25. Juli 1979 ein Übergangstarif eingeführt, welcher Fahrten über die Verbundraumgrenze vor allem im Raum Erkelenz und Mönchengladbach vereinfachen sollte. Nach der Gründung des VRS wurde am 1. September 1987 für die Verkehrsgebiete Jülich, Stetternich, Elsdorf, Nörvenich und Lechenich ebenfalls ein Übergangstarif geschaffen.
Am 1. August 1983 übernahm die Deutsche Bundesbahn, Geschäftsbereich Bus, die Buslinien der Deutschen Bundespost. Damit schied letztere als Verbundpartner aus dem AVV aus.
Die Erweiterung des AVV zum vollwertigen Verbund – nach VRR und dem VRS der dritte in NRW – erfolgte zum 1. Juni 1994, und damit noch vor Inkrafttreten des 1. Regionalisierungsgesetzes für Nordrhein-Westfalen. Die erste Stufe der Tarifreform – die Einführung des „Regenbogen-Tarifs“ – wurde am 1. Juni 1995 umgesetzt. Mit dem Inkrafttreten des Regionalisierungsgesetzes in NRW zum 1. Januar 1996 übernahm der Zweckverband AVV die Aufgaben- und Finanzverantwortung für den SPNV. Dies führte zunächst zu einer Anpassung der Verbundverträge, danach trat zum 1. Juni 1996 die zweite Stufe der AVV-Tarifstrukturreform in Kraft. Mit der Ausweitung des „Regenbogen-Tarifs“ auf den SPNV der DB gab es in der Region Aachen erstmals nur noch ein Ticket für Bus und Bahn.
Da am 1. Januar 2003 die Trennung der Abteilung Schiene der Dürener Kreisbahn vom Busunternehmen DKB erfolgte, wurde zum gleichen Zeitpunkt die ausgegliederte eigenständige Gesellschaft Rurtalbahn GmbH neues Mitglied im AVV.
Mit der Gründung des neuen Zweckverbands „Nahverkehr Rheinland“ (NVR) durch die Zweckverbände AVV und VRS am 19. Dezember 2007 konnte ab dem 1. Januar 2008 der SPNV nun gemeinsam geplant und organisiert werden. Damit wurde der Novellierung des ÖPNV-Gesetzes NRW Rechnung getragen.
Am 11. Dezember 2016 übernahm Arriva Personenvervoer Limburg den öffentlichen Nahverkehr mit Bus und Bahn in der niederländischen Provinz Limburg. Im Gegensatz zum vorherigen Betreiber Veolia Transport Nederland wurde Arriva ein Vollmitglied im AVV, erstmals ist so ein ausländisches Unternehmen Mitglied in einem deutschen Verkehrsverbund. Bis 2020 soll ein einheitlicher, grenzüberschreitender Tarif mit elektronischen Chipkarten für AVV und Arriva eingeführt werden, außerdem soll der NRW-Tarif nach Limburg ausgeweitet werden.
Zum Fahrplanwechsel am 10. Dezember 2017 wurde VIAS Mitglied im AVV, während Taeter Aachen mit Übergang der eigenen Konzessionen auf die ASEAG als Mitglied aus dem AVV ausschied.
Seit dem 1. Januar 2020 ist die Rurtalbus GmbH neuer Partner im AVV und ersetzt damit die Dürener Kreisbahn.

## Tarif
Der Tarif des AVV ist zonenbasiert. Im Regelfall entspricht eine Tarifzone, die zusätzlich in Kurzstreckenzonen unterteilt ist, der Gemarkung einer Ortschaft. Je nach Anzahl der durchfahrenen Tarifzonen ist ein Fahrausweis der entsprechenden Preisstufe zu erwerben. Dies ist bei Fahrten innerhalb einer Zone die Preisstufe 1, bei Fahrten von einer Tarifzone in eine benachbarte die Preisstufe 2 und bei Fahrten, die über eine dritte Tarifzone hinweg führen, Preisstufe 3. Davon abweichend gilt die Preisstufe 4 für beliebig weite Fahrten innerhalb des AVV. Für Fahrten von einer Zone in eine benachbarte, die nur zwei Kurzstreckenzonen berühren, gilt Preisstufe 1.
Im AVV werden Fahrkarten angeboten, die auch in Teilen der Gebiete der benachbarten Verkehrsverbünde und Länder gelten wie das Euregio-Ticket.
Der AVV grenzt im Norden an den VRR, im Osten und Süden an den VRS, im Westen an Belgien und die Niederlande.
2011 wurde geplant, einen „Tarifverbund Rheinland“ zu schaffen. Dabei handelt es sich um einen VRS‐Tarifkragen, der den gesamten AVV‐Raum umfasst. Für Fahrten innerhalb des AVV beziehungsweise innerhalb des VRS soll weiterhin der jeweilige Verbundtarif gelten. Für alle Fahrten zwischen AVV und VRS soll dann einheitlich der VRS‐Tarif gelten. Ausgenommen sind VRS‐Schülerticket und VRS‐Jobticket.
Dies wurde zum 1. Januar 2015 umgesetzt, seitdem gilt für Fahrten zwischen dem Gebiet des VRS und des AVV der VRS-Tarif.

## Organisationsstruktur des Aachener Verkehrsverbundes
Der Zweckverband Aachener Verkehrsverbund (ZV AVV) ist in dem sogenannten 3-Ebenen-Modell organisiert:
Die kreisfreie Stadt Aachen, die Städteregion Aachen, der Kreis Düren und der Kreis Heinsberg bilden zusammen den kommunalen Aufgabenträgerverbund: Zweckverband Aachener Verkehrsverbund. Jede Gebietskörperschaft entsendet fünf Mitglieder in die Zweckverbandsversammlung. Dort kommen die Mitglieder der Gebietskörperschaften zusammen, beraten und treffen politische Entscheidungen über den Nahverkehr im Gebiet des AVV. Dies ist die politische Ebene.
Das Management führt die Aachener Verkehrsverbund GmbH, sie setzt die politischen Entschlüsse praktisch um. Diese Gesellschaft ist im 100-prozentigen Eigentum des Zweckverbandes Aachener Verkehrsverbund. Im Gegensatz zum kommunalen Aufgabenträgerverbund, der nur vereinzelt zusammenkommt, ist sie ständig aktiv. Sie erstellt Fahrpläne, gestaltet den verbundweiten Tarif und betreibt den Vertrieb. Außerdem setzt sie sich für die Weiterentwicklung grenzüberschreitender Ticketangebote in der Euregio ein. Die Aachener Verkehrsverbund GmbH handelt Kooperationsverträge mit den Verkehrsunternehmen aus, die das operative Geschäft im AVV betreiben.
Das operative Geschäft betreiben die Verkehrsunternehmen.

## Verkehrsunternehmen im AVV
Als „Verkehrsunternehmen im AVV“ führt der Verbund jene Verkehrsunternehmen, die Inhaber einer deutschen Linienkonzession für den Bus- oder Bahnverkehr im Verbundraum sind. Neben diesen Verkehrsunternehmen verkehren im AVV-Verbundraum weitere Unternehmen aus dem Ausland sowie Subunternehmen im Auftrag der Konzessionsinhaber.

### Bahn
- Arriva Personenvervoer Nederland
- DB Regio
- National Express Holding
- Rurtalbahn
- VIAS

### Bus
- Aachener Straßenbahn und Energieversorgungs-AG (ASEAG)
- Rurtalbus
- WestVerkehr (west)
- Arriva Personenvervoer Nederland

### Partner in der Euregio

#### Partner in Belgien
- Nationale Gesellschaft der Belgischen Eisenbahnen (NMBS/SNCB)
- De Lijn Limburg
- Transport en Commun de Liège-Verviers (TEC)

#### Partner in den Niederlanden
- Nederlandse Spoorwegen (NS)

#### Partner im Kreis Euskirchen
- Regionalverkehr Köln
- Stadtverkehr Euskirchen

## Linienbezeichnungen

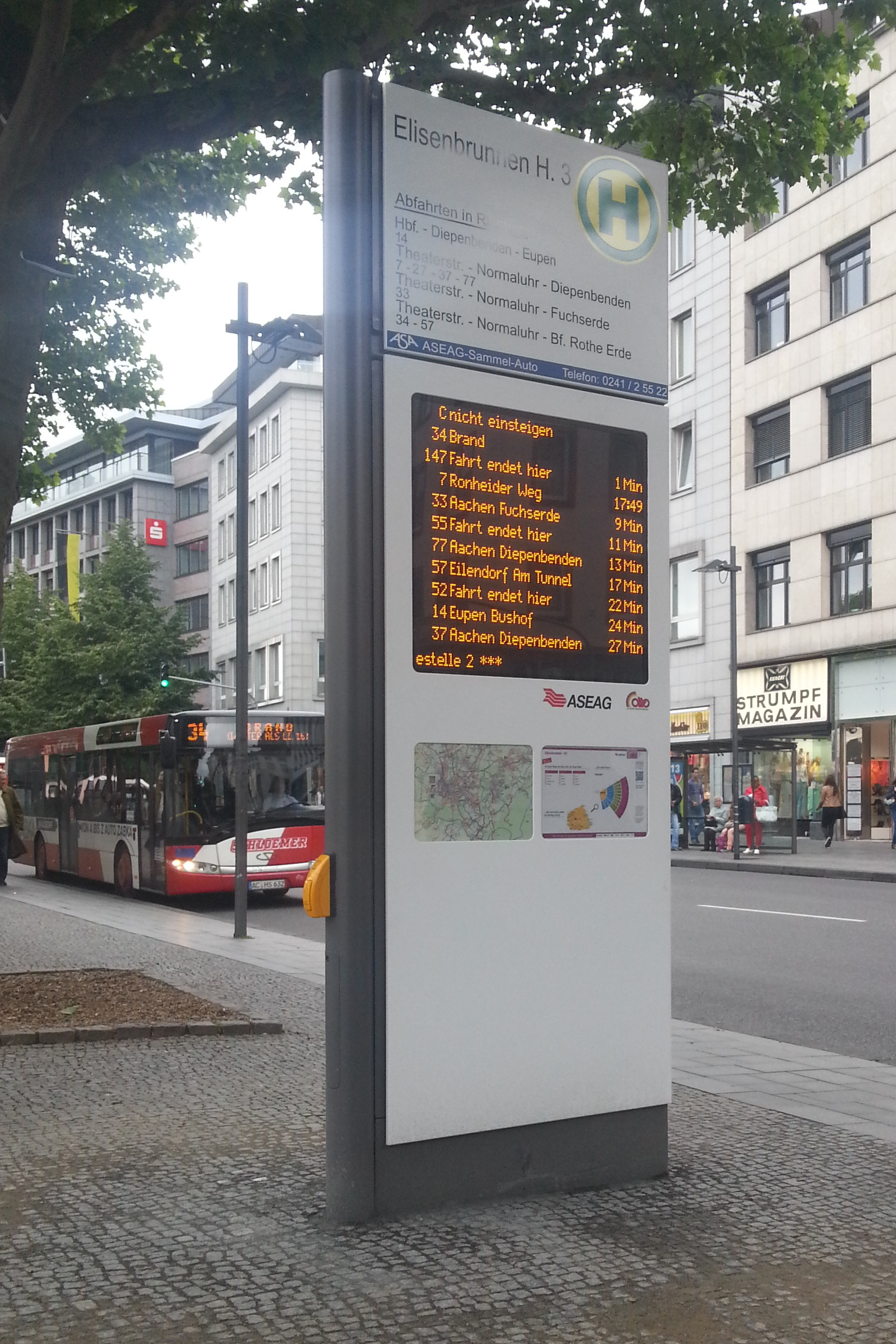
Dynamische Fahrgastinformation am Elisenbrunnen in Aachen

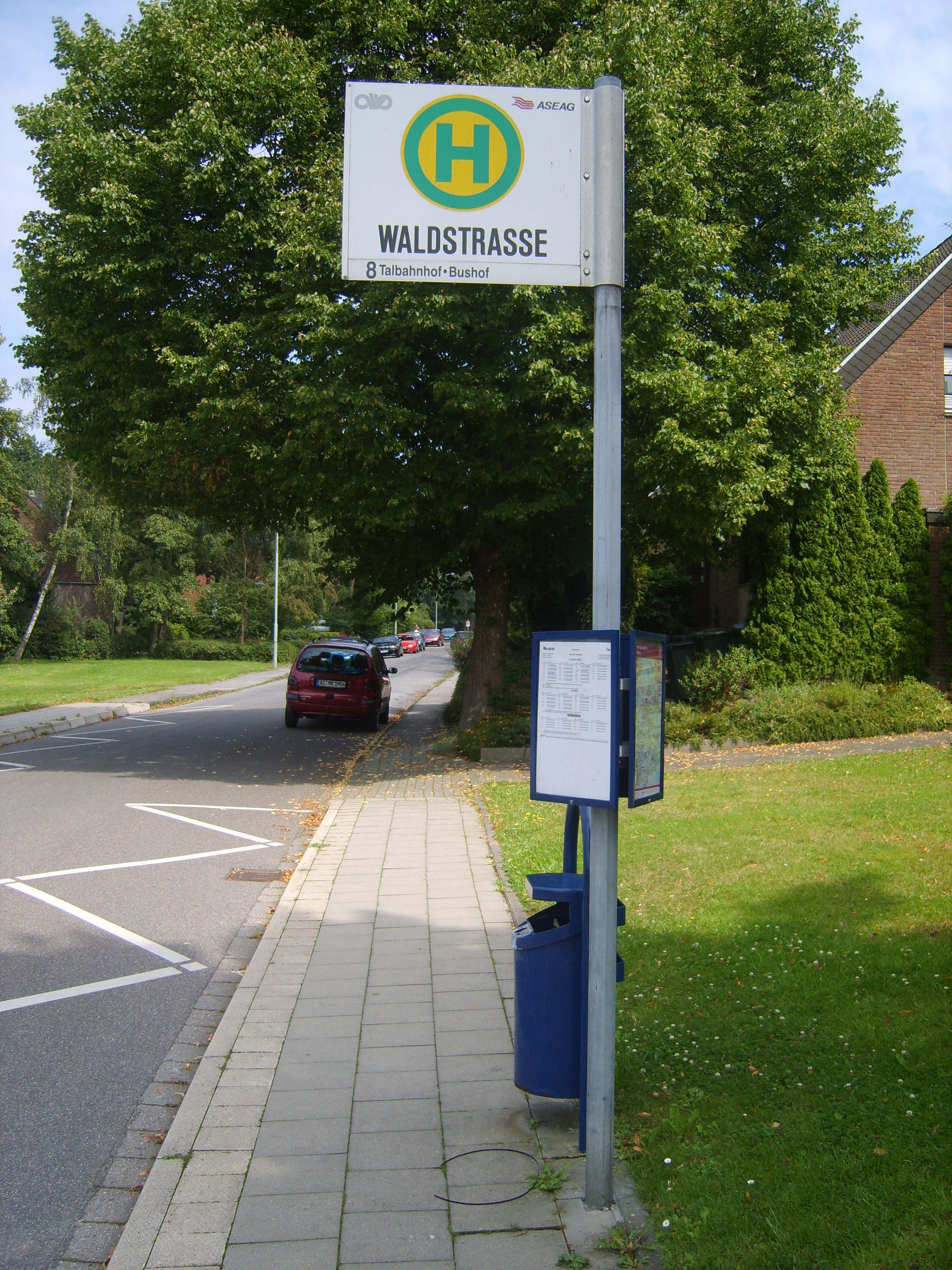
Typische Haltestelle 2007 mit Logo, Namen, Strecken und drehbarem Fahrplan

- Buslinien mit einer oder zwei Ziffern fahren in der Städteregion Aachen
- Buslinien mit zwei Ziffern und einem führenden X sind Expressbusse im Netz der ASEAG. Diese Linien verkehren weitgehend entlang des Weges der Linie, umfahren aber bestimmte Orte oder lassen weniger wichtige Haltestellen aus. Beispielsweise entspricht der Verlauf der Linie X47 dem der Linie 47, jedoch werden Richterich und Laurensberg über die L 232 umfahren. Der Verlauf der Linie X25 entspricht dem der Linie 25, jedoch werden einige Haltestellen zwischen Aachen Scheibenstraße und Brand nicht angefahren. Von dieser Ordnung wich die Linie 166 Aachen – Monschau ab, die daher seit 1. April 2010 als Linie 66 bzw. seit 2017 als SB 66 geführt wird.
- Buslinien mit drei Ziffern und führender 2 fahren im Kreis Düren (hierbei wurden die Nummern angepasst, z. B. fährt die Linie 96 Eschweiler Bushof – Weisweiler – Langerwehe weiter als 296 Langerwehe – Schlich – Derichsweiler – Düren ZOB)
- Buslinien mit drei Ziffern und führender 4 fahren im Kreis Heinsberg
- Linien mit der Bezeichnung SB (Abkürzung für StädteSchnellBus) und ein- oder zweistelliger Nummer sind Schnellbusse der ASEAG, von Rurtalbus oder WestVerkehr.

Folgende Schnellbuslinien verkehren inzwischen nicht mehr:
- SB 2 Baesweiler – Übach-Palenberg – Geilenkirchen (nicht mehr existent)
- SB 4 Erkelenz – Baal Bahnhof – Ratheim – Oberbruch – Heinsberg durch Linie 402 ersetzt.
- SB 11 durch drei neue Linien ersetzt (SB20/219/220)

- N steht für Nachtexpress
- ALT steht für Anruflinientaxi
- Stadtbuslinien, die eine Stadt nicht verlassen, werden außerhalb der Stadt Aachen und des Kreises Düren mit zwei Großbuchstaben und einer Ziffer gekennzeichnet:
  - AL steht für Alsdorf
  - BW steht für Baesweiler
  - EK steht für Erkelenz
  - EW steht für Eschweiler
  - GK steht für Geilenkirchen
  - HÜ steht für Hückelhoven
  - HZ steht für Herzogenrath
  - ÜP steht für Übach-Palenberg
  - WÜ steht für Würselen

## Liste aller Buslinien im AVV
| Linie       | Betreiber      | Verlauf |
| ----------- | -------------- | --- |
| 1           | ASEAG          | Uniklinik – Westbahnhof – Ponttor – Aachen Bushof – Ludwig Forum – Talbot – Haaren – Verlautenheide – Atsch – Stolberg Mühlener Bf – Stolberg Altstadt – Binsfeldhammer – Bernardshammer – Vicht – Fleuth – Mausbach – Diepenlinchen – Werth – Gressenich – Schevenhütte |
| 2           | ASEAG          | Preuswald – Kaiser-Friedrich-Park – Misereor – Elisenbrunnen – Aachen Bushof – Kaiserplatz – Josefskirche – Kennedypark – Geschwister-Scholl-Gymnasium – Hansmannstraße (Bahnhof) – Eilendorf Schubertstraße |
| 3 A/B       | ASEAG          | Ringlinie: Uniklinik – Westfriedhof – Schanz – Luisenhospital – Misereor – Aachen Hbf – Kaiserplatz – Eurogress – Ehrenmal/Lousberg – Ponttor – Westbahnhof – Campus Melaten – Uniklinik |
| 4           | ASEAG          | (Uniklinik – Westfriedhof – / Weststraße –) Hanbruch – Preusweg – Franziskushospital – Jüdischer Friedhof – Schanz – Markt – Aachen Bushof – Kaiserplatz |
| 5           | ASEAG          | Uniklinik – Westfriedhof – Schanz – Elisenbrunnen – Aachen Bushof – Kaiserplatz – Josefskirche – Bf Rothe Erde – Forst – Driescher Hof – Brand Schulzentrum – Brand |
| 6           | ASEAG          | (Talbahnhof/Raiffeisenplatz – Krankenhaus –) Eschweiler Bushof – Dürwiß – Neu-Lohn – Fronhoven – (Weiler-Hausen – Niedermerz –) Aldenhoven – Bourheim – Jülich Walramplatz – Neues Rathaus – Jülich Bf/ZOB |
| 7           | ASEAG          | Verlautenheide – Eilendorf Bf – Bf Rothe Erde – Frankenberger Viertel – Theater – Elisenbrunnen – Aachen Bushof – Ponttor – Laurensberg – Richterich Schönau |
| 8           | ASEAG          | Zweifall – Münsterau – Vicht – Bernardshammer – Binsfeldhammer – Stolberg Altstadt – Stolberg Mühlener Bf – Velau – Steinfurt – Siedlung Waldschule – Pumpe-Stich – Röthgen – Talbahnhof/Raiffeisenplatz – Krankenhaus – Eschweiler Bushof |
| 10          | ASEAG          | Siegel – Burtscheid – Beverau – Forster Linde – Arlingtonstr. – Brand |
| 11          | ASEAG          | Walheim Hasbach – Walheim – Nütheim – Schleckheim – Oberforstbach / Oberforstbach Gewerbegebiet – Lichtenbusch – Waldfriedhof – Burtscheid – Marienhospital – Aachen Hbf – Misereor – Elisenbrunnen – Aachen Bushof – Ludwig Forum – Talbot – Haaren – Würselen Kaninsberg – Weiden – Vorweiden – Linden-Neusen – (Broich –) Broicher Siedlung – Blumenrath – Montanstraße – Mariadorf – Hoengen |
| 12          | ASEAG          | Campus Melaten – Hörn – Muffet – Elisenbrunnen – Aachen Bushof – Kaiserplatz – Josefskirche – Kennedypark – Geschwister-Scholl-Gymnasium – Eilendorf – Münsterbusch – Zinkhütter Hof – Stolberg Mühlener Bf (– Birkengang – Am Sender – Donnerberg Höhenstraße) |
| 13 A/B      | ASEAG          | Ringlinie: Ponttor – Technische Hochschule – Schanz – Luisenhospital – Misereor – Aachen Hbf – Kaiserplatz – Eurogress – Ehrenmal/Lousberg – Ponttor |
| 14          | ASEAG / TEC    | Aachen Bushof – Elisenbrunnen – Misereor – Aachen Hbf – Burtscheid Hauptstr. – Diepenbenden – Linzenshäuschen – Köpfchen Grenze(D) – (Hauset (B) –) Eynatten (B) – (Raeren –) Kettenis – Eupen (AVV-Tarif gilt nur im deutschen Streckenabschnitt) |
| 15          | ASEAG          | Elisenbrunnen – Aachen Bushof – Kaiserplatz – Josefskirche – Bf Rothe Erde – Forst – Brand – Krauthausen – Dorff – Breinig (– Breinigerberg – Vicht – Fleuth – Mausbach – Diepenlinchen) |
| 16          | ASEAG          | Aachen Bushof – Bf Rothe Erde – Tierpark – Forster Linde – Lintert – Hitfeld – Oberforstbach – Schleckheim (– Pascalstr.) – Nütheim – Walheim – Schmithof – Sief (– Lichtenbusch) |
| 17          | ASEAG          | Aachen Bushof – Ponttor – Laurensberg – Richterich – (Bank →) Horbach – Locht Zollmuseum |
| 21          | ASEAG          | Lintert Friedhof – Burtscheid – Aachen Hbf – Misereor – Elisenbrunnen – Aachen Bushof – Ludwig Forum – Talbot – Haaren – Würselen – Morsbach – Bardenberg – (Pley –) Niederbardenberg – Herzogenrath Bf – Ritzerfeld – Merkstein – Boscheln – Holthausen – Übach – Palenberg – Palenberg Bf |
| 22          | ASEAG          | Campus Melaten – Hörn – Muffet – Elisenbrunnen – Aachen Bushof – Kaiserplatz – Josefskirche – Kennedypark – Geschwister-Scholl-Gymnasium – Eilendorf – Atsch – Stolberg Mühlener Bf |
| 23          | ASEAG          | (Campus Melaten –) Hörn – Muffet – Elisenbrunnen – Aachen Bushof – Kaiserplatz – Josefskirche – ASEAG – Hüls |
| 24          | ASEAG          | Kelmis (B) – Bildchen Grenze (D) (– Preuswald) – Franziskushospital – Jüdischer Friedhof – Schanz – Elisenbrunnen – Aachen Bushof |
| 25          | ASEAG          | Vaals (NL) – Vaalserquartier (D) – Westfriedhof – Schanz – Elisenbrunnen – Aachen Bushof – Kaiserplatz – Bf Rothe Erde – Forst – Brand – Freund – Büsbach – Stolberg Altstadt – Stolberg Mühlener Bf (– Atsch Dreieck) |
| 26          | ASEAG          | Eschweiler Bushof – Rathaus – Bergrath – Nothberg – Heistern – Wenau – Hamich – Gressenich Kapelle |
| 27          | ASEAG          | Brand – Gewerbegebiet Eilendorf Süd – Forst – Bf Rothe Erde – Frankenberger Viertel – Normaluhr – Theater – Elisenbrunnen – Aachen Bushof – Ponttor – Laurensberg – Niersteiner Höfe – Vetschau – Bank |
| 27          | Arriva         | Herzogenrath Bf (D) – Kerkrade Eurode Park (NL) – Rolduc – Kerkrade Busstation – Kampstraat/Kerk – Parkstad Stadion (kein AVV-Tarif) |
| 28          | ASEAG          | Alsdorf-Annapark – Schaufenberg – Siedlung Ost – Mariadorf – Hoengen – Warden – Kambach – Kinzweiler – Hehlrath – Röhe – Eschweiler Bushof – Rathaus – Herz-Jesu-Kirche – Weisweiler – Hücheln (– Langerwehe Bf – Langerwehe Schulzentrum) |
| 29          | ASEAG          | (Alsdorf KuBiZ –) Alsdorf-Annapark – Schaufenberg – Siedlung Ost – Blumenrath / Hoengen – Mariadorf |
| 30          | ASEAG          | (Vaals (NL) – Vaalserquartier (D) – Westfriedhof –) Ronheider Weg – Burtscheid – Beverau – Forst Adenauerallee – Fringsgraben – Hüls – ASEAG – Prager Ring (– Haaren) – Eulershof (– Alter Tivoli – Ehrenmal/Lousberg – Ponttor – Westbahnhof – Süsterau – Campus Melaten – Uniklinik) |
| 31          | ASEAG          | Siegel – Burtscheid – Aachen Hbf – Misereor – Elisenbrunnen – Aachen Bushof – Ludwig Forum – Talbot – Haaren – Verlautenheide – Gewerbegebiet Aachener Kreuz |
| 33          | ASEAG          | Fuchserde – Beverau – Frankenberger Viertel – Theater – Elisenbrunnen – Aachen Bushof – Ponttor – Westbahnhof – Hörn – Campus Melaten – Uniklinik – Kullen – Vaalserquartier (D) – Vaals (NL) |
| 34          | ASEAG          | (Kerkrade (NL) – Pannesheide (D)) / Kohlscheid Bf – Kohlscheid Weststr. – (Kohlscheid Markt – ) Rumpen – Berensberg – Grüner Weg – Aachen Bushof – Elisenbrunnen – Theater – Normaluhr – Burtscheid Hauptstr. – Diepenbenden |
| 35          | ASEAG          | Vaals Grenze – Vaalserquartier – Westfriedhof – Schanz – Elisenbrunnen – Aachen Bushof – Kaiserplatz – Bf Rothe Erde – Forst – Brand – Kornelimünster – Walheim – Hahn – Breinig |
| 36          | ASEAG          | Aachen Bushof – Kaiserplatz – Normaluhr – Marienhospital – Burtscheid – Bismarckturm – (Waldfriedhof ←) Oberforstbach Gewerbegebiet – SCHUMAG – Schleckheim |
| 37          | ASEAG          | Brand – Gewerbegebiet Eilendorf Süd – Forst – Bf Rothe Erde – Frankenberger Viertel – Normaluhr – Theater – Elisenbrunnen – Aachen Bushof – Ponttor – Laurensberg – Orsbach – Lemiers |
| 38          | ASEAG          | Stolberg Altstadt – Stolberg Mühlener Bf – Atsch Dreieck – Stolberg Hbf |
| 40          | ASEAG          | Stolberg Mühlener Bf – Zinkhütter Hof – (Kohlbusch –) Münsterbusch – Liester – Stolberg Altstadt – Stolberg Krankenhaus |
| 41          | ASEAG          | Uniklinik – Westbahnhof – Ponttor – Aachen Bushof – Haaren – Verlautenheide |
| 42          | ASEAG          | (Schevenhütte →) Gressenich Kapelle – Krewinkel – Mausbach – Fleuth – / (Zweifall – Münsterau –) Vicht – Breinigerberg – Breinig – Dorff – Büsbach – Liester – Münsterbusch – Zinkhütter Hof – Stolberg Mühlener Bf – (Velau – Stolberg Hbf) / (Birkengang – Stolberg Hans-Böckler-Straße) |
| 43          | ASEAG          | (Richterich Schönau /) Laurensberg Rahe – Laurensberg – Westbahnhof – Ponttor – Aachen Bushof – Elisenbrunnen – Preusweg – Hanbruch – Uniklinik |
| 44          | ASEAG / Arriva | Schnellbus: Aachen Hbf – Elisenbrunnen – Aachen Bushof – Ponttor – Laurensberg – Richterich – Horbach (D) – Hogeschool Zuyd (NL) – Heerlen |
| 45          | ASEAG          | Uniklinik – Kullen – Westfriedhof – Schanz – Elisenbrunnen – Aachen Bushof – Kaiserplatz – Bf Rothe Erde – Forst – Driescher Hof – Brand Schulzentrum (– Brand) |
| 46          | ASEAG          | Aachen Bushof – Bf Rothe Erde – Tierpark – Forster Linde – Lintert – Hitfeld – Oberforstbach – Schleckheim – Nütheim – Walheim – Hahn – Venwegen Abzweigung – Breinig Entengasse –Mulartshütte – Rott – Dreilägerbachtalsperre – Roetgen Post |
| 47          | ASEAG          | (Brand –) Hüls – Kaiserplatz – Aachen Bushof – Ponttor – Laurensberg – Richterich – Kohlscheid Weststr. – Pannesheide – Straß – Herzogenrath Bf – Ritzerfeld – Merkstein |
| 48          | ASEAG          | Stolberg Mühlener Bf – Birkengang – Donnerberg – Donnerberg Kaserne – Eschweiler Stadtwald – Waldsiedlung – Pumpe-Stich – Eschweiler Hbf – Röthgen – Odilienstraße – Krankenhaus – Eschweiler Bushof – Vöckelsberg |
| 50          | ASEAG          | Eilendorf Josefsstraße – Hansmannstraße (Bahnhof) – Brand |
| 51          | ASEAG          | Waldfriedhof – Burtscheid – Aachen Hbf – Elisenbrunnen – Aachen Bushof – STAWAG – Carolus Thermen – Alter Tivoli – Scherberg – Würselen – Schleibacher Hof – Alsdorf-Annapark – Neuweiler – Oidtweiler – (Carl-Alexander-Park → Baesweiler Reyplatz / Setterich) |
| 52          | ASEAG          | (Hücheln – Weisweiler –) Eschweiler Südstraße – Rathaus – Eschweiler Bushof – Röhe – Talbot – Ludwig Forum – Aachen Bushof |
| 53          | ASEAG          | Ronheider Weg – Habsburgerallee – Misereor – Elisenbrunnen – Aachen Bushof |
| 54          | ASEAG          | Diepenbenden – Burtscheid Hauptstr. – Normaluhr – Theater – Elisenbrunnen – Aachen Bushof – Eurogress – Soers – Berensberg – Rumpen – Kohlscheid Markt – Klinkheide – Pannesheide – Straß – Herzogenrath Bf – Herzogenrath Schulzentrum / Waldfriedhof / (Ritzerfeld – Merkstein – Industriegebiet Boscheler Berg) |
| 55          | ASEAG          | Vaals Grenze – Vaalserquartier – Westfriedhof – Schanz – Elisenbrunnen – Aachen Bushof – Kaiserplatz – Bf Rothe Erde – Forst – Brand – Kornelimünster – Schleckheim – Oberforstbach / Oberforstbach Gewerbegebiet – Lichtenbusch |
| 58          | ASEAG          | Eschweiler Bushof – Eschweiler Hbf. |
| 59          | ASEAG          | (Bedarfsverkehr) Reifeld – Duffesheide – Bardenberg Krankenhaus |
| 61          | ASEAG          | Stolberg Mühlener Bf – Stolberg Altstadt – Binsfeldhammer – Bernardshammer – Breinigerberg – Breinig – Venwegen Abzweigung – Rott Königsberger Straße – Rott – Dreilägerbachtalsperre – Roetgen Post |
| 62          | ASEAG          | Stolberg Krankenhaus – Stolberg Mühlener Bf – Zinkhütter Hof – (Kohlbusch –) Münsterbusch – Liester – Büsbach Kirche – Büsbach Brockenberg |
| 63          | ASEAG          | Simmerath – Kesternich – Rurberg – Einruhr – Vogelsang IP (– Morsbach – Herhahn – Gemünd / Schleiden) |
| 64          | ASEAG          | Ortsbus Roetgen: (Schwerzfelder Straße –) Roetgen Post – Markt – Kalfstraße (– Pilgerbornstraße) |
| 64          | Arriva         | Heinsberg Busbf – Kempen – Karken (D) – Posterholt (NL) – St. Odiliënberg – Melick – Roermond – Roermond Designer Outlet (AVV-Tarif gilt nur im deutschen Streckenabschnitt) |
| 65          | ASEAG          | Elisenbrunnen – Aachen Bushof – Kaiserplatz – Bf Rothe Erde – Forst – Brand – Kornelimünster – Schleckheim – Oberforstbach Gewerbegebiet – Lichtenbusch |
| 66          | ASEAG          | Während der Sperrung der B258 in Konzen wird Konzen nur vom Schülerverkehr und vom NetLiner bedient. Aachen Bushof – Kaiserplatz – Josefskirche – Bf Rothe Erde – Forst – Brand – Kornelimünster – Walheim – Friesenrath – Roetgen –Konzen Bf. – Breitestr. - Am Gericht - Imgenbroich – Monschau |
| 68          | ASEAG          | (Lammersdorf – Witzerath – Rollesbroich –) Simmerath – (Kesternich –) Strauch – Steckenborn – Woffelsbach – Rurberg (– Einruhr) |
| 69          | ASEAG          | Alsdorf-Annapark – (Busch –) Zopp – Noppenberg – Nordstern – Bierstraß – Herzogenrath Bf |
| 70          | ASEAG          | Vaals Grenze – Vaalserquartier – Uniklinik – Laurensberg – Richterich – Berensberg – Eulershof – Talbot – Europaplatz – Bf Rothe Erde |
| 71          | ASEAG          | Geilenkirchen Bf – Waurichen – Beggendorf – Baesweiler – Setterich – Siersdorf – Schleiden – Aldenhoven |
| 72          | ASEAG          | Stolberg Mühlener Bf – Stolberg Altstadt – (Donnerberg Rosenweg / ) Am Sender – Donnerberg Höhenstraße |
| 73          | ASEAG          | Uniklinik – Campus Melaten – Hörn – Westbahnhof – Ponttor – Aachen Bushof – Kaiserplatz – Josefskirche – Bf Rothe Erde – Mataréstraße - (← Brand ← Freund/Niederforstbach) |
| 74          | ASEAG          | Aachen Hbf – Elisenbrunnen – Aachen Bushof – Ponttor – Westbahnhof – Gewerbegebiet Avantis (D / NL) |
| 75          | ASEAG          | Hörn Kastanienweg – Muffet – Weststraße – Schanz – Elisenbrunnen – Aachen Bushof |
| 80          | ASEAG          | Uniklinik – Campus Melaten – Laurensberg – Richterich – Kohlscheid Weststr. – Klinkheide – Kohlscheid Markt |
| 82          | ASEAG          | Simmerath (– Konzen) – Imgenbroich – Monschau Altstadt |
| 83          | ASEAG          | Simmerath – (Huppenbroich –) Eicherscheid – Hammer – Dedenborn – Einruhr – Erkensruhr |
| 84          | ASEAG          | Monschau Altstadt – Höfen – Alzen – Rohren – Widdau – Imgenbroich |
| 85          | ASEAG          | Imgenbroich – / Monschau Altstadt – Mützenich – Reichenstein – Kalterherberg Kirche – Kalterherberg Oberdorf – Kleinfrankreich |
| 86          | Rurtalbus      | Vossenack – Raffelsbrand – Lammersdorf – Paustenbach – Bickerath – Simmerath Bushof |
| 88          | ASEAG          | Schmidt – Steckenborn – Strauch – Kesternich – Simmerath Eifelklinik – Simmerath Bushof |
| 89          | ASEAG          | Alsdorf-Annapark – Zopp – Noppenberg – Nordstern – Merkstein – Herzogenrath Bf (– Herzogenrath Schulzentrum) |
| 90          | ASEAG          | Alsdorf-Annapark – Schaufenberg – Bettendorf – Siersdorf – Dürboslar – Aldenhoven |
| 96          | ASEAG          | Langerwehe Schulzentrum – Langerwehe Bf – Weisweiler Bf – Weisweiler Frankenplatz – Elektrowerk – Herz-Jesu-Kirche – Rathaus – Eschweiler Bushof |
| 98          | ASEAG          | Weisweiler Gewerbegebiet IGP – Herz-Jesu-Kirche – Rathaus – Eschweiler Bushof |
| 017         | NEW            | Lürrip – Mönchengladbach Hbf – Geroplatz – Holt – Nordpark – Dorthausen – Rheindahlen (– Kipshoven – Moorshoven – Beeck – Beeckerheide – Gerichhausen – Wegberg Busbf) (AVV-Tarif gilt nur im Kreis Heinsberg) |
| X3          | ASEAG          | Expressbus: Waldfriedhof – Burtscheid – Aachen Hbf – Schanz – Westfriedhof – Uniklinik – Campus Melaten |
| X25         | ASEAG          | Expressbus: Aachen Bushof – Kaiserplatz – Bf Rothe Erde – Brand – Freund – Büsbach – Stolberg Altstadt – Stolberg Mühlener Bf |
| X35         | ASEAG          | Expressbus: Elisenbrunnen – Aachen Bushof – Kaiserplatz – Bf Rothe Erde – Brand – Kornelimünster – Walheim – Hahn |
| X47         | ASEAG          | Expressbus: Aachen Bushof – Ponttor – Kohlscheid Weststr. – Pannesheide – Straß – Herzogenrath Bf – Ritzerfeld – Merkstein |
| X51         | ASEAG          | Expressbus: Elisenbrunnen – Aachen Bushof – STAWAG – Alter Tivoli – Scherberg – Würselen – Alsdorf-Annapark – Neuweiler – Oidtweiler – (Carl-Alexander-Park → Baesweiler Reyplatz) / (← Setterich) |
| X73         | ASEAG          | Expressbus: Uniklinik – Campus Melaten – Süsterau – Westbahnhof – Ponttor – Aachen Bushof – Kaiserplatz – Bf Rothe Erde – Brand – (← Freund) - Niederforstbach |
| 201         | Rurtalbus      | Kreuzau – Winden – Bergheim – Langenbroich – Bogheim – Untermaubach (– Obermaubach) – Bilstein |
| 202         | Rurtalbus      | Düren Kaiserplatz – Rölsdorf – Lendersdorf – (Berzbuir – Kufferath) / Niederau |
| 203         | Rurtalbus      | Düren Kaiserplatz → Kreishaus → Städtisches Krankenhaus → Grüngürtel → Kreishaus (→ StadtCenter → Bahnhof/ZOB) → Kaiserplatz |
| 204         | Rurtalbus      | Düren Kaiserplatz – Zülpicher Platz – Henry-Ford-Straße / Weyerfeld |
| 205         | Rurtalbus      | Düren Kaiserplatz – StadtCenter – Bahnhof/ZOB – Birkesdorf Krankenhaus |
| 206         | Rurtalbus      | Düren Kaiserplatz – StadtCenter – Bahnhof/ZOB – Birkesdorf – (Mariaweiler – Echtz Badesee) / Hoven – Echtz |
| 207         | Rurtalbus      | Düren Kaiserplatz – Städtisches Krankenhaus (← Merzenich Poolplatz) – Merzenich Rathaus |
| 208         | Rurtalbus      | Düren Kaiserplatz – Distelrath – (Merzenich Rathaus –) Schöne Aussicht – Girbelsrath – Eschweiler über Feld – Nörvenich Alter Bf – Nörvenich Hommelsh. Weg – Hochkirchen – (Irresheim –) Eggersheim – Lüxheim – Gladbach – Müddersheim – Disternich – Sievernich – Bessenich – Zülpich Frankengraben – Adenauerpl./Schulzentr. |
| 209         | Rurtalbus      | Düren Kaiserplatz – StadtCenter – Bahnhof/ZOB – Birkesdorf – Arnoldsweiler – Ellen (← Merzenich Poolplatz ← Valdersweg) |
| 210         | Rurtalbus      | (Düren Bf/ZOB – StadtCenter – Kaiserplatz – Krauthausen – Niederau –) Kreuzau – (Drove –) Boich – Nideggen – Brück – Schmidt |
| 211         | Rurtalbus      | Düren Bf/ZOB – StadtCenter – Kaiserplatz – Krauthausen – Niederau – Kreuzau – Drove – Thum – Thuir (– Muldenau – Embken) – Berg |
| 212         | Rurtalbus      | Nörvenich Alter Bf – Nörvenich Schlosspark – Oberbolheim – Rath – Wissersheim – Pingsheim – Herrig – Lechenich |
| 213         | Rurtalbus      | Düren Kaiserplatz – Gürzenich – Birgel / Derichsweiler / Gürzenich Wald |
| 214         | Rurtalbus      | Düren Kaiserplatz – Odenthalstraße – Zülpicher Platz |
| 216         | Rurtalbus      | Düren Kaiserplatz – StadtCenter – Bahnhof/ZOB – Birkesdorf – Hoven – Merken – Schophoven – Viehöven – Kirchberg – Jülich Walramplatz – Neues Rathaus – Jülich Bf/ZOB |
| 217         | Rurtalbus      | Merzenich Schule – Poolplatz – Schöne Aussicht – Girbelsrath – (Morschenich-Neu → Morschenich →) Golzheim |
| 218         | Rurtalbus      | Zülpich Adenauerpl./Schulzentr. – Frankengraben – Geich – Füssenich – Juntersdorf – Embken |
| 219         | Rurtalbus      | Haltepunkt Forschungszentrum (Rurtalbahn) – Forschungszentrum Jülich |
| 220         | Rurtalbus      | Aachen Bushof – Ludwig Forum – Talbot – Mariadorf – Hoengen – (Bettendorf – Siersdorf –) Schleiden – Aldenhoven – Neubourheim – Jülich Walramplatz – Neues Rathaus – Bahnhof/ZOB – (Krankenhaus – Solar Campus –) (Forschungszentrum Bf RTB ←) Forschungszentrum Jülich |
| 221         | Rurtalbus      | Düren Bf/ZOB – StadtCenter – Kaiserplatz – Krauthausen – Niederau – Kreuzau – Winden – Leversbach – Rath – Nideggen |
| 222         | Rurtalbus      | Düren Kaiserplatz – Krauthausen – (Niederau Renkerstraße →) Lendersdorf – Berzbuir – Kufferath |
| 223         | Rurtalbus      | (Huchem-Stammeln – Selhausen – Krauthausen –) Daubenrath – Selgersdorf – Altenburg – Jülich Bf/ZOB – Jülich Neues Rathaus – Walramplatz |
| 224         | Rurtalbus      | Düren Kaiserplatz – Oststraße – Gneisenaustraße – Binsfelder Straße |
| 225         | Rurtalbus      | Düren Kaiserplatz – StadtCenter – Bahnhof/ZOB – Glashüttenstraße |
| 227         | Rurtalbus      | Merzenich Bf – Merzenich Poolplatz – Rathaus – Schöne Aussicht |
| 228         | Rurtalbus      | Binsfeld – Rommelsheim – Frauwüllesheim – Irresheim – Hochkirchen – Nörvenich Alter Bf |
| 229         | Rurtalbus      | Arnoldsweiler – Merzenich Bf / Morschenich |
| 230         | Rurtalbus      | Düren Bf/ZOB – StadtCenter – Gneisenaustraße – Binsfeld (→ Rommelsheim) – Frauwüllesheim – Isweiler – Kelz – (Vettweiß –) Gladbach – Poll – Dorweiler – Pingsheim |
| 231         | Rurtalbus      | Froitzheim – Ginnick – Embken – Wollersheim – Vlatten – Heimbach Bf – (Hasenfeld – Schwammenauel – Kermeter – Urfttalsperre/Hastenbach / Abtei Mariawald) / (Hergarten – Düttling) – Wolfgarten – Gemünd – Nierfeld – Olef – Schleiden |
| 232         | Rurtalbus      | Sievernich – Disternich – Müddersheim – Gladbach – Poll – Dorweiler – Pingsheim – Herrig – Lechenich |
| 233         | Rurtalbus      | Zülpich Bf – Zülpich Frankengraben – Hoven – Langendorf – Bürvenich – Eppenich – (Embken –) Wollersheim – Berg – Nideggen |
| 234         | Rurtalbus      | (Ellen – Oberzier – Niederzier – Hambach) / (Huchem-Stammeln – Selhausen) – Krauthausen (– Schophoven) – Merken – Inden/Altdorf (– Lucherberg) |
| 235         | Rurtalbus      | (Verstärkerfahrten) Girbelsrath – Merzenich – Ellen – Oberzier – Niederzier – Hambach – Stetternich – Jülich Neues Rathaus – Walramplatz |
| 236         | Rurtalbus      | Düren Kaiserplatz – StadtCenter – Bahnhof/ZOB – Birkesdorf – Huchem-Stammeln – Oberzier – Niederzier – Ellen – Arnoldsweiler – Merzenich Poolplatz – Merzenich Schule |
| 237         | Rurtalbus      | Düren Bf/ZOB – StadtCenter – (Mariaweiler Gesamtschule –) Mariaweiler – Echtz Badesee – Echtz – Geich – Obergeich – D’horn – (Schlich –) Merode – Pier – Jüngersdorf – Langerwehe Markt – Langerwehe Bf |
| 238         | Rurtalbus      | Düren Bf/ZOB – StadtCenter – Arnoldsweiler – Ellen – Oberzier – Niederzier (– Berg) – Hambach – Stetternich – Jülich Bf/ZOB – Jülich Neues Rathaus – Walramplatz |
| 239         | Rurtalbus      | Birgel – Gürzenich – Derichsweiler – Konzendorf – Echtz – Echtz Badesee – Mariaweiler – Gesamtschule |
| 240         | Rurtalbus      | (Verstärkerfahrten) Mariaweiler Gesamtschule |
| 259         | Arriva         | Vaals (NL) – Dreiländerpunkt (NL) (kein AVV-Tarif) |
| 260         | Rurtalbus      | (Verstärkerfahrten) Langerwehe – Luchem – Inden/Altdorf |
| 261         | Rurtalbus      | Langerwehe Bf – Langerwehe Rathaus – Schönthal – Wenau – Heistern – Hamich – Gressenich – Schevenhütte |
| 264         | Rurtalbus      | (Verstärkerfahrten) Barmen Haus Overbach – Inden/Altdorf – Langerwehe |
| 266         | Rurtalbus      | (Verstärkerfahrten) Langerwehe – Schlich Grundschule |
| 267         | Rurtalbus      | (Verstärkerfahrten) Broich – Jülich Walramplatz – Inden/Altdorf – Langerwehe Schulzentrum |
| 268         | Rurtalbus      | (Verstärkerfahrten) Niederzier – Lucherberg – Langerwehe |
| 269         | Rurtalbus      | (Verstärkerfahrten) Inden/Altdorf – Langerwehe |
| 270         | Rurtalbus      | (Jülich Schulzentrum –) Walramplatz – (Neues Rathaus →) Jülich Bf/ZOB – Krankenhaus – Lich-Steinstraß – Solar Campus – Pattern – Mersch – Sevenich – Spiel – Hasselsweiler – Titz |
| 271         | Rurtalbus      | (Verstärkerfahrten) Titz – Jülich |
| 274         | Rurtalbus      | (Verstärkerfahrten) Barmen Haus Overbach – Aldenhoven / Jülich / Linnich / Titz |
| 276         | Rurtalbus      | Düren Bf/ZOB – StadtCenter – Distelrath – Merzenich Schöne Aussicht – Golzheim – Buir / Blatzheim (– Bergerhausen – Manheim-neu – Langenich – Kerpen) |
| 277         | Rurtalbus      | (Verstärkerfahrten) Schulen Linnich |
| 278         | Rurtalbus      | Linnich-SIG Combibloc – Linnich Rathaus – Rurdorf – (Welz – Ederen – Freialdenhoven) / Merzenhausen – Aldenhoven Markt – Gesamtschule |
| 279         | Rurtalbus      | (Jülich Schulzentrum – Krankenhaus –) Jülich Bf/ZOB – Jülich Neues Rathaus – Walramplatz – Neubourheim – Koslar – Barmen – Merzenhausen – Ederen – Welz – (Floßdorf ←) Rurdorf – Linnich Rathaus – Linnich-SIG Combibloc |
| 280         | Rurtalbus      | Linnich-SIG Combibloc – Linnich Markt – Gereonsweiler – Puffendorf B 57 – Setterich – Baesweiler |
| 281         | Rurtalbus      | Jülich Bf/ZOB – Jülich Neues Rathaus – Walramplatz – Neubourheim – Koslar – Barmen – Merzenhausen – Ederen – Freialdenhoven – Aldenhoven |
| 283         | Rurtalbus      | Rödingen – Bettenhoven – Oberembt – Niederembt – Esch – Elsdorf |
| 284         | Rurtalbus      | (Jülich Schulzentrum – Walramplatz – Neues Rathaus →) Jülich Bf/ZOB – Stetternich – Welldorf – Güsten – Höllen – Rödingen – Kalrath – Ameln – Titz – (Opherten – Mündt –) Jackerath |
| 285         | Rurtalbus      | Kleinhau – Brandenberg – Bergstein – Zerkall – Brück – Nideggen |
| 286         | Rurtalbus      | Düren Bf/ZOB – StadtCenter – Kaiserplatz – Rölsdorf – Birgel – Gey (– Horm / Straß) – Großhau – Kleinhau – (Brandenberg – Bergstein –) Hürtgen – Vossenack (– Schmidt) |
| 287         | Rurtalbus      | (Linnich Rathaus –) Linnich-SIG Combibloc – Kiffelberg – (Tetz – Boslar – Hompesch – Müntz) / (Gevenich – Kofferen – Hottorf) – Hasselsweiler / (Ralshoven – Gevelsdorf) – Titz |
| 289         | Rurtalbus      | (Verstärkerfahrten) Linnich – Gesamtschule Übach-Palenberg |
| 291         | Rurtalbus      | Düren Bf/ZOB – StadtCenter – Kaiserplatz – Stockheim – Soller – Frangenheim – Froitzheim – Ginnick – Embken – (Muldenau ←) Wollersheim – Vlatten |
| 292         | Rurtalbus      | Kreuzau Bf – Niederau Am Sandberg – Stockheim (– Jakobwüllesheim – Vettweiß) |
| 294         | Rurtalbus      | (Jülich Schulzentrum –) Walramplatz – Neues Rathaus – Jülich Bf/ZOB – Kirchberg – Viehöven – Schophoven – Merken – Inden/Altdorf – Lucherberg – Lamersdorf – Frenz – RWE/Kraftwerk – Weisweiler Frankenplatz – Weisweiler Bf |
| 295         | Rurtalbus      | (Linnich Schulzentrum –) Linnich-SIG Combibloc – Glimbach – Körrenzig – Rurich – Baal Süd – Baal Bf |
| 296         | Rurtalbus      | Düren Bf/ZOB – StadtCenter – Kaiserplatz – Gürzenich – Derichsweiler – Schlich – Merode – Pier – Jüngersdorf – Langerwehe Holzstr. – Langerwehe Bf – Luchem – Inden/Altdorf – Lamersdorf – Lucherberg / Frenz |
| 297         | Rurtalbus      | Düren Bf/ZOB – StadtCenter – Gürzenich – D’horn Rothaus – Obergeich – Langerwehe Markt – Langerwehe Bf |
| 298         | Rurtalbus      | Düren Bf/ZOB – StadtCenter – Gneisenaustraße – Binsfeld – Rommelsheim – Bubenheim – Jakobwüllesheim – Vettweiß – Froitzheim – (Ginnick ← Embken ← Juntersdorf ←) Füssenich – Geich – Zülpich Post – (Zülpich Bf –) Zülpich Frankengraben – (Adenauerpl./Schulzentr. –) (Nemmenich –) Ülpenich – (Enzen –) Dürscheven – Elsig – Euenheim – Euskirchen Berufskolleg – Euskirchen Bf |
| 350         | Arriva         | Limburgliner: Aachen Bushof – Elisenbrunnen – (Theater ← Aachen Hbf ←) Schanz (D) – Vaals (NL) – Lemiers – Gulpen – Margraten – Cadier en Keer – Maastricht (AVV-Tarif gilt nur zwischen Aachen und Vaals Busstation) |
| 385         | ASEAG / TEC    | Eupen Bushof – Ternell Naturzentrum (B) – Mützenich (D) – Monschau – Kalterherberg Kirche – Kalterherberg Bf (AVV-Tarif gilt nur im deutschen Streckenabschnitt) |
| 396         | TEC            | Vaals Busstation (NL) – Gemmenich (B) – Moresnet – Kelmis – Hergenrath – Astenet – Walhorn – Kettenis – Eupen (kein AVV-Tarif) |
| 401         | west           | Erkelenz Bf – Erkelenz ZOB – Scheidt – Granterath – Hetzerath – Doveren – Hückelhoven – Schaufenberg – Ratheim – (Dremmen Bf –) Oberbruch – Grebben – Heinsberg Kreishaus – Heinsberg Busbf |
| 402         | west           | (Erkelenz ZOB → Erkelenz Süd) / (Erkelenz Bf ← Erkelenz Süd) – Granterath – Baal Kirche – Baal Bf – Doveren – Hückelhoven – Millich – Ratheim – Dremmen Bf – Oberbruch – Grebben – (Heinsberg Kreishaus –) Heinsberg Busbf |
| 403         | west           | Heinsberg AOK – Heinsberg Busbf – Kempen (– Karken) |
| 405         | west           | Erkelenz Bf – (Erkelenz ZOB –) (Grambusch – Schwanenberg – Gerderhahn –) Gerderath – Myhl – Wassenberg – Birgelen – Schloss Elsum – Effeld – Steinkirchen – Ophoven – Kempen – Karken – Heinsberg Busbf (– Heinsberg Agentur für Arbeit) |
| 406         | west           | Erkelenz Bf – Matzerath – Houverath – Golkrath – Kleingladbach – (Ratheim – Millich –) Hückelhoven – Hilfarth – Brachelen – (Lindern Kirche → Lindern Bf → Linnich Markt) / (Linnich Schulzentrum –) Linnich-SIG Combibloc |
| 407         | west           | (Myhl –) Gerderath – Altmyhl – Ratheim – Millich – Hückelhoven (– Hilfarth – Himmerich – Randerath Bf – (Hoven – Kraudorf –) Nirm – Kogenbroich – Müllendorf – Süggerath Mühlenkamp – Geilenkirchen Bf) |
| 410         | west           | (Oberbruch Schulzentrum – Unterbruch –) Heinsberg Busbf – Heinsberg AOK – (Schleiden – Uetterath – Rischden) / (Aphoven – Scheifendahl – Straeten – Waldenrath – Tripsrath – Hochheid) – (Bauchem – Geilenkirchen Schulzentrum – Bauchem –) Geilenkirchen Bf |
| 411         | west           | morgens: Kehrbusch → Isengraben → Flassenberg → Rath-Anhoven Schule → Schönhausen → Felderhof → Bissen bei Beeck → Moorshoven → Holtum → Uevekoven → Wegberg → Beeck Grundschule morgens: Bissen → Busch → Holtmühle → Kipshoven → Gripekoven – Ellinghoven → Beeck Grundschule → Wegberg mittags/nachmittags: Wegberg → Beeck Grundschule → Holtum → Uevekoven → (Bissen →) Busch → Holtmühle → Kipshoven → Gripekoven → Ellinghoven → Moorshoven → Bissen bei Beeck → Felderhof → Schönhausen → Rath-Anhoven Schule → Isengraben → Flassenberg → Kehrbusch                                 |
| 412         | west           | Erkelenz Bf – Erkelenz Gymnasium / Erkelenz Burg – Borschemich (neu) – Kuckum (neu) – Keyenberg (neu) – Rath-Anhoven – Mehlbusch – Kipshoven – Moorshoven – Beeck – Beeckerheide – Gerichhausen – Wegberg Bf – Wegberg Busbf |
| 413         | west           | (Wegberg Schulzentrum –) Wegberg Busbf – Klinkum – Bischofshütte – Petersholz – Arsbeck – Dalheim Bf – Rödgen – Wildenrath – (Wildenrath Gewerbegebiet –) Wassenberg – Orsbeck – Unterbruch – Heinsberg Busbf (← Heinsberg AOK) |
| 418         | west           | Erkelenz Bf – (Erkelenz ZOB –) (Kehrbusch → Isengraben → Flassenberg ← Isengraben ← Kehrbusch –) Grambusch – Schwanenberg – Geneiken – (Wildenrath Gewerbegebiet –) Tüschenbroich – Watern – Wegberg Busbf (– Wegberg Bf – Harbeck – Merbeck – Venn – Tetelrath – Silverbeek – Niederkrüchten) |
| 423         | west           | (Stahe – Niederbusch) / (Kreuzrath – Birgden – Schierwaldenrath – Langbroich) – Birgden Schule oder Breberen Grundschule – (Schümm ←) Kievelberg – Hastenrath – Gangelt – Mindergangelt – Gangelt Bf – Vinteln – Langbroich |
| 430         | west           | Herzogenrath Bf – Ritzerfeld – Merkstein – Boscheln – Übach – Palenberg – Palenberg Bf |
| 431         | west           | Geilenkirchen Bf – Frelenberg – Zweibrüggen – Marienberg – Palenberg Bf – Palenberg – Übach – Boscheln – Baesweiler |
| 432         | west           | Geilenkirchen Bf – Prummern – Immendorf – (Apweiler –) Floverich – Loverich – Puffendorf – Setterich – Baesweiler |
| 433         | west           | Palenberg Bf – Palenberg – Übach – Boscheln – Alsdorf-Annapark |
| 434         | west           | Geilenkirchen Bf – Bauchem – Niederheid – Hatterath – Gillrath – Birgden – Schierwaldenrath Bf – Langbroich – Schümm – Brüxgen – Breberen – Saeffelen – Heilder – Höngen |
| 435         | west           | Geilenkirchen Bf – Bauchem – Gillrath – Stahe – Birgden – Kreuzrath – Gangelt – Süsterseel – Hillensberg – Wehr – Tüddern – Höngen |
| 436         | west           | Heinsberg Busbf – Selsten – (Hontem – (Waldfeucht –) Bocket –) Abzw. Nachbarheid – Breberen – Saeffelen – Heilder – Höngen (→ Stein → Havert → Schalbruch → Isenbruch → Millen → Tüddern) |
| 437         | west           | Geilenkirchen Bf – Bauchem – Niederheid – Hatterath – Gillrath – Stahe – Niederbusch – Gangelt – Hastenrath – Kleinwehrhagen – Großwehrhagen – Höngen |
| 438         | west           | Saeffelen – Kleinwehrhagen – Großwehrhagen – Höngen – Stein – Havert – Millen-Bruch – Isenbruch – Schalbruch |
| 439         | west           | Millen – Tüddern – (Höngen –) Wehr – Hillensberg – Süsterseel - ( ← Gangelt) |
| 472         | west           | Heinsberg Busbf – Schleiden / (Aphoven – Laffeld – Scheifendahl – Erpen) – Straeten – Waldenrath – Birgden (– Schierwaldenrath – Langbroich – Vinteln – Gangelt) |
| 474         | west           | Heinsberg Busbf – (Aphoven – Laffeld –) Selsten – (Braunsrath – Löcken – Schöndorf – Obspringen – Brüggelchen) / Hontem – Waldfeucht – Bocket – Saeffelen / Abzw. Nachbarheid ← Breberen – (Harzelt ← Langbroich ←) (Kievelberg – Hastenrath) / (Brüxgen – Schümm) / Vinteln – Gangelt |
| 475         | west           | (Oberbruch – Unterbruch) / Heinsberg Agentur für Arbeit – Heinsberg Busbf – Lieck –Kirchhoven – Vinn – Haaren – Obspringen – Brüggelchen – Waldfeucht – Bocket – Abzw. Nachbarheid – Breberen – Saeffelen – Heilder – Höngen – (Stein – Havert – Schalbruch – Isenbruch – Millen –) Tüddern |
| 491         | west           | Geilenkirchen Bf – (Bauchem – Nierstraß –) Teveren – Grotenrath – Scherpenseel – (Siepenbusch – Windhausen –) Marienberg – Palenberg Bf (– Palenberg – Übach) |
| 492         | west           | (Oberbruch –) Dremmen Bf – Uetterath – Randerath Bf – Himmerich – Hilfarth |
| 493         | west           | Heinsberg Busbf – (Heinsberg Kreishaus –) Schafhausen – Eschweiler – Grebben – Oberbruch – Hülhoven – Dremmen – (Dremmen Bf –) Porselen – Horst – Randerath – (Lindern Linnicher Str. ←) Lindern Bf – Linnich-SIG Combibloc |
| 494         | west           | Geilenkirchen Bf – Süggerath – Müllendorf – Würm – (Beeck –) Leiffarth – (Flahstraß – Honsdorf –) Lindern Bf |
| 495         | west           | Katzem – (Kleinbouslar ←) Lövenich – Baal Kirche – Baal Bf – Doveren – Hückelhoven – Schaufenberg – Ratheim – Krickelberg – Orsbeck Friedhof – Wassenberg |
| 722         | TEC            | Lichtenbusch Grenze (B) / (Köpfchen Grenze (D) – Hauset (B)) – Eynatten (B) – (Roetgen (D) –) Raeren (B) – Kettenis – Eupen (AVV-Tarif gilt nur in deutschen Streckenabschnitten) |
| 723         | Arriva         | Landgraaf Monto Verde – Eygelshoven – Ubach over Worms – Rimburg (NL) – Palenberg Bf (D) (kein AVV-Tarif) |
| SB1         | west           | Schnellbus: Erkelenz Bf – Erkelenz Burg / Erkelenz ZOB – Gerderath – Myhl – Wassenberg – Orsbeck – Unterbruch – Heinsberg Busbf – (Schleiden –) Rischden – Geilenkirchen Bf |
| SB3         | west           | Schnellbus: Geilenkirchen Bf – Bauchem – Gillrath – Stahe – Gangelt – Süsterseel – Höngen – Tüddern – Sittard Stadhuis – Sittard Bf |
| SB5         | west           | Schnellbus: Baal Bf – Doveren – Hückelhoven – Millich – Ratheim – Wassenberg – Wildenrath – Dalheim Bf |
| SB8         | west           | Schnellbus: Erkelenz Bf – Erkelenz Burg / Erkelenz ZOB – Holtum – Uevekoven – Wegberg – Harbeck – Berg – Rickelrath – Schwaam – Venheyde – Merbeck – Abzw. Tetelrath – Silverbeek – Niederkrüchten |
| SB8         | Rurtalbus      | Schnellbus: Düren Bf/ZOB – StadtCenter – Düren Kaiserplatz – Distelrath – Golzheim – Eschweiler über Feld – Nörvenich Alter Bf – Nörvenich Hommelsh. Weg |
| SB15        | Rurtalbus      | Schnellbus: Froitzheim – Vettweiß – Gladbach – Lüxheim – Eggersheim – Hochkirchen – Nörvenich Hommelsh. Weg – Nörvenich Alter Bf – Eschweiler über Feld – Golzheim – Buir |
| SB20        | Rurtalbus      | Schnellbus: Aachen Bushof – Ludwig Forum – Neubourheim – Jülich Walramplatz – Neues Rathaus – (Jülich Bf/ZOB –) Krankenhaus – Solar Campus – (Forschungszentrum Bf RTB ←) Forschungszentrum Jülich |
| SB35        | Rurtalbus      | Schnellbus: Merzenich Bf – Ellen – Oberzier – Niederzier – Hambach – Forschungszentrum Jülich |
| SB38        | Rurtalbus      | Schnellbus: Düren Kaiserplatz – StadtCenter – Bahnhof/ZOB – Arnoldsweiler – Oberzier – Niederzier – Berg – Krauthausen |
| SB63        | ASEAG          | Schnellbus: Aachen Bushof – Elisenbrunnen – Misereor – Aachen Hbf – Marienhospital – Burtscheid – Oberforstbach Gewerbegebiet (– Rott) – Roetgen – Lammersdorf – (Paustenbach – Bickerath) / (Rollesbroich – Strauch Am Roßbach) – Simmerath |
| SB66        | ASEAG          | Während der Sperrung der B258 in Konzen wird Konzen nur vom Schülerverkehr und vom NetLiner bedient. Schnellbus: Aachen Bushof – Kaiserplatz – Scheibenstraße – Bf Rothe Erde – Brand – Kornelimünster – Walheim – Friesenrath – Roetgen – Konzen Bf. – Breitestr. - Am Gericht - Imgenbroich – Monschau |
| SB70        | Rurtalbus      | Schnellbus: Jülich Walramplatz – (Neues Rathaus →) Jülich Bf/ZOB – Krankenhaus – Solar Campus – Brainergy Park – Mersch – Titz |
| SB71        | ASEAG          | Schnellbus: Verlautenheide Endstraße – Haaren Markt – Prager Ring – Blücherplatz – Hansemannplatz – Aachen Bushof – Elisenbrunnen – Schanz – Westfriedhof – Uniklinik |
| SB81        | west / NEW     | Schnellbus: Erkelenz Bf – Erkelenz ZOB – Rath-Anhoven – Rheindahlen – Rheydt – Mönchengladbach Hbf (AVV-Tarif gilt nur im Kreis Heinsberg) |
| SB86        | Rurtalbus      | Schnellbus: Düren Bf/ZOB – StadtCenter – Düren Kaiserplatz – Birgel Alte Post – Gey – Großhau – Kleinhau – Hürtgen – Vossenack – Raffelsbrand – Lammersdorf – Paustenbach – Bickerath – Simmerath |
| SB88        | ASEAG          | Schnellbus: Nideggen – Brück – Schmidt – Strauch – (Kesternich –) Simmerath |
| SB95        | Rurtalbus      | Schnellbus: Linnich-SIG Combibloc – Körrenzig – Baal Süd – Baal Bf |
| AL1         | ASEAG          | Alsdorf-Annapark – Kellersberg – Ofden – Euchen – Broich – Neusen |
| AL2         | ASEAG          | Alsdorf-Annapark – Busch Bf |
| AL3         | ASEAG          | (Alsdorf KuBiz –) Alsdorf-Annapark – Ofden – Kellersberg – Siedlung Ost – Alsdorf-Annapark |
| AL4         | ASEAG          | Mariadorf – Blumenrath – Hoengen – Mariadorf |
| AL5         | ASEAG          | Duffesheide – (Reifeld →) Ofden – (Kellersberg –) Alsdorf-Annapark |
| AL6         | ASEAG          | Mariadorf – Begau – Warden – Mariadorf |
| BBH         | Rurtalbus      | Bürgerbus Heimbach: Düttling – Hergarten (– Vlatten) – Heimbach Volksbank (– Kloster Mariawald) – Heimbach Bf – Hasenfeld |
| BW1         | ASEAG          | Setterich – Baesweiler – Oidtweiler – Bettendorf |
| EK1         | west           | (Erkelenz ZOB →) Erkelenz Bf → Wockerath → Terheeg → Venrath → Kuckum → (Berverath →) Unterwestrich → Abzw. Oberwestrich → Keyenberg → Holzweiler → Kückhoven → Immerath (neu) → Bellinghoven → Erkelenz Bf (→ Erkelenz ZOB) |
| EK2         | west           | (Erkelenz ZOB –) Erkelenz Bf – Tenholt – Lövenich – (Kleinbouslar →) Katzem |
| EK3         | west           | (Erkelenz ZOB →) Erkelenz Bf → Bellinghoven → Immerath (neu) → Kückhoven → Holzweiler → Kückhoven → Immerath (neu) → Bellinghoven → Erkelenz Bf (→ Erkelenz ZOB) |
| EK4         | west           | ErkaBus: Erkelenz Bf – Erkelenz Stadthalle – Oerath – Oerather Mühlenfeld – (Erkelenz Süd ←) Erkelenz Bf oder (Erkelenz ZOB –) Erkelenz Bf – Oestrich – Neuhaus – Mennekrath – (Erkelenz Gymnasium – Erkelenz Bf) / Erkelenz ZOB |
| EW1         | ASEAG          | Eschweiler Bushof – Rathaus – Bergrath – Nothberg Knippmühle – Bohl – Volkenrath – Hastenrath – Scherpenseel – (Gressenich Kapelle / Werth Brunnenweg) |
| EW2         | ASEAG          | Dürwiß – Dürwiß Kirche – Eschweiler Bushof – Rathaus – Nothberg Kirche – Nothberg Siedlung |
| EW3         | ASEAG          | Eschweiler Bushof – Rathaus – Bergrath – Nothberg Knippmühle – Bohl – Volkenrath – Hastenrath – Scherpenseel – Werth Brunnenweg |
| EW4         | ASEAG          | Eschweiler Bushof – Röhe – Aue / St. Jöris |
| EW5         | ASEAG          | Talbahnhof/Raiffeisenplatz – Langwahn – Schwimmhalle – Eschweiler Bushof – Dürwiß Kirche – Dürwiß Freibad – Blausteinsee |
| EW6         | ASEAG          | Anruflinientaxi: St. Jöris Bf – Kinzweiler – Hehlrath |
| GK1         | west           | (Geilenkirchen Loherhof – Hünshoven –) Geilenkirchen Bf – (Burg Trips →) Bauchem – Niederheid |
| GK2         | west           | (Geilenkirchen Bf – Bauchem) / (Gillrath – Hatterath) – Niederheid (– Rischden – Tripsrath – Hochheid) |
| HÜ1         | west           | Hückelhoven → Schaufenberg → Hückelhoven → Hilfarth → Hückelhoven |
| HÜ2         | west           | Rurich – Baal Süd – Baal Bf – Doveren – Hückelhoven – Kleingladbach oder (Ratheim –) Millich – Schaufenberg (– Kleingladbach) |
| HZ1         | ASEAG          | (Herzogenrath Schulzentrum –) Herzogenrath Bf – (Merkstein Hauptstr. –) Worm – Wildnis – Hofstadt |
| HZ2         | ASEAG          | Bardenberg Krankenhaus – Wilhelmstein – Wurmtal – Kohlscheid Markt – Weststraße – Kohlscheid Bf – Amstelbachtal – Bank – Pannesheide |
| HZ3         | ASEAG          | (Herzogenrath Schulzentrum –) Herzogenrath Bf – Merkstein – Plitschard – Herbach – Hofstadt |
| OL1         | ASEAG          | Ortsbus Haaren: Verlautenheide – Haaren – Hüls |
| OL5         | ASEAG          | Ortsbus Brand: Brand – Am Reulert – Brand – Schagenstraße – Brand |
| ÜP1         | west           | Frelenberg – Palenberg Bf – Palenberg – Übach – Boscheln |
| WÜ1         | ASEAG          | (Stadtbus Würselen) Euchen – Broich – Linden-Neusen – Vorweiden – Weiden – Gewerbegebiet Aachener Kreuz – Würselen – Kohlscheid – Kohlscheid Bf |
| A           | Rurtalbus      | Düren Kaiserplatz → Odenthalstraße → Gneisenaustraße → Städt. Krankenhaus → Kaiserplatz (Stadtring) (Mo–Fr nur abends, Sa nur nachmittags) |
| B           | Rurtalbus      | Düren Kaiserplatz → Gneisenaustraße → Städt. Krankenhaus → Grüngürtel → Bahnhof/ZOB → StadtCenter → Kaiserplatz (Stadtring) (Mo–Fr nur abends, Sa nur nachmittags) |
| City-Bus    | Rurtalbus      | Düren Annakirmesplatz – Kaiserplatz – Düren Bf/ZOB |
| N1          | ASEAG          | Nachtexpress: nur in den Nächten vor Samstagen sowie Sonn- und Feiertagen Elisenbrunnen → Aachen Bushof → Kaiserplatz → Josefskirche → Bf Rothe Erde → Forst → Brand → Kornelimünster → Walheim → Schleckheim → Oberforstbach → Burtscheid → Marienhospital → Theater → Elisenbrunnen |
| N2          | ASEAG          | Nachtexpress: nur in den Nächten vor Samstagen sowie Sonn- und Feiertagen Elisenbrunnen – (Aachen Bushof → / Karlsgraben ←) Ponttor – Laurensberg – Richterich – Horbach – Locht (D) – Gracht Kerk (NL) |
| N3          | ASEAG          | Nachtexpress: nur in den Nächten vor Samstagen sowie Sonn- und Feiertagen Elisenbrunnen – Aachen Bushof (→ Ludwig Forum → Haaren → Verlautenheide → Würselen → Morsbach → Bardenberg → / ← Eurogress ← Berensberg ← Rumpen ← Kohlscheid Markt ← Klinkheide ← Pannesheide ← Straß ←) Herzogenrath Bf – Ritzerfeld – Merkstein (← Boscheln ← Holthausen) |
| N4          | ASEAG          | Nachtexpress: nur in den Nächten vor Samstagen sowie Sonn- und Feiertagen Aachen Bushof – (Elisenbrunnen → Karlsgraben →) Ponttor – Westbahnhof – Hörn – Uniklinik – Kullen (D) – (Vaalserquartier (D) →) Vaals Heuvel (NL) |
| N5          | ASEAG          | Nachtexpress: nur in den Nächten vor Samstagen sowie Sonn- und Feiertagen Aachen Bushof → Elisenbrunnen → Misereor → Aachen Hbf → Marienhospital → Burtscheid → Lichtenbusch → Oberforstbach → Schleckheim → Kornelimünster → Niederforstbach → Brand → Forst → Bf Rothe Erde → Frankenberger Viertel → Aachen Hbf → Misereor → Elisenbrunnen |
| N6          | ASEAG          | Nachtexpress: nur in den Nächten vor Samstagen sowie Sonn- und Feiertagen Aachen Bushof → Alter Tivoli → Berensberg → Rumpen → Kohlscheid Weststr. → Klinkheide → Kohlscheid Markt → Bardenberg → Morsbach → Würselen → Haaren → Liebigstr. → Aachen Bushof → Elisenbrunnen |
| N7          | ASEAG          | Nachtexpress: nur in den Nächten vor Samstagen sowie Sonn- und Feiertagen (Aachen Bushof →) Elisenbrunnen – Karlsgraben – Schanz – Hanbruch – Kronenberg – Preusweg – (Preuswald →) Bildchen Grenze (D) – Kelmis (B) |
| N8          | ASEAG          | Nachtexpress: nur in den Nächten vor Samstagen sowie Sonn- und Feiertagen (Elisenbrunnen →) Aachen Bushof – Kaiserplatz – Josefskirche – Geschwister-Scholl-Gymnasium – Eilendorf – (Münsterbusch → Zinkhütter Hof → / Atsch ←) Stolberg Rosental |
| N9          | ASEAG          | Nachtexpress: nur in den Nächten vor Samstagen sowie Sonn- und Feiertagen Elisenbrunnen – Aachen Bushof – (Liebigstr. → Haaren → / ← Alter Tivoli ← Scherberg ← Würselen ← Alsdorf) Weiden – Vorweiden – Linden-Neusen – Broicher Siedlung – Alsdorf-Mariadorf – Siedlung Ost – Alsdorf Annapark |
| N60         | ASEAG          | Während der Sperrung der B258 kann der Nachtexpress in Konzen nur die Haltestellen Konzen Bf. und Breitestr. bedienen. Aus Zeitgründen kann Imgenbroich nicht bedienen. Nachtexpress: nur in den Nächten vor Samstagen sowie Sonn- und Feiertagen Aachen Hauptbahnhof → Elisenbrunnen → Aachen Bushof → Kaiserplatz → Josefskirche → Bf Rothe Erde → Forst → Brand → Kornelimünster → Walheim → Hahn → Rott → Roetgen → Lammersdorf → Rollesbroich → Witzerath → Simmerath → Strauch Am Roßbach → Kesternich → Am Gericht → Konzen Breitestr. → Konzen Bf. → Roetgen → Friesenrath → Walheim |
| N1          | Rurtalbus      | Nachtbus: nur in den Nächten Fr/Sa und Sa/So Düren Bf/ZOB → Kaiserplatz → Birkesdorf → Huchem-Stammeln → Jülich → Niederzier → Arnoldsweiler |
| N2          | Rurtalbus      | Nachtbus: nur in den Nächten Fr/Sa und Sa/So Düren Bf/ZOB → Kaiserplatz → Merzenich → Nörvenich → Vettweiß → Stockheim → Binsfeld |
| N3a         | Rurtalbus      | Nachtbus: nur in den Nächten Fr/Sa und Sa/So Düren Bf/ZOB → Kaiserplatz → Niederau → Kreuzau → Leversbach → Nideggen → Thum |
| N3b         | Rurtalbus      | Nachtbus: nur in den Nächten Fr/Sa und Sa/So Düren Bf/ZOB → Kaiserplatz → Rölsdorf → Lendersdorf → Gey → Langenbroich → Obermaubach |
| N4          | Rurtalbus      | Nachtbus: nur in den Nächten Fr/Sa und Sa/So Düren Bf/ZOB → Kaiserplatz → Mariaweiler → Schophoven → Inden/Altdorf → Lamersdorf → Langerwehe → Gürzenich |
| RufBus 208  | Rurtalbus      | Rufbus: Nörvenich Hommelsh. Weg – Irresheim – Eggersheim – Lüxheim – Gladbach – Müddersheim – Disternich – Sievernich – Bessenich – Zülpich Adenauerpl./Schulzentr. (Sa nachmittags/abends) |
| RufBus 223  | Rurtalbus      | Rufbus: Jülich Walramplatz – Neues Rathaus – Jülich Bf/ZOB – Altenburg – Selgersdorf – Daubenrath (Mo–Fr tagsüber) |
| RufBus 234  | Rurtalbus      | Rufbus: Niederzier – Hambach – Krauthausen (Mo–Fr vormittags und abends) |
| RufBus 261  | Rurtalbus      | Rufbus: Schevenhütte – Gressenich – Hamich – Heistern – Wenau – Schönthal – Langerwehe Rathaus – Langerwehe Bf (Mo–Fr tagsüber) |
| RufBus 278  | Rurtalbus      | Rufbus: Linnich-SIG Combibloc – Rurdorf – Welz – Ederen – Freialdenhoven – Aldenhoven (Sa tagsüber) |
| RufBus 279  | Rurtalbus      | Rufbus: Jülich Bf/ZOB – Jülich Neues Rathaus – Walramplatz – Koslar – Barmen – Merzenhausen – Ederen – Welz – Rurdorf – Linnich-SIG Combibloc (Sa tagsüber) |
| RufBus 282  | Rurtalbus      | Rufbus: Titz – Jackerath – Erkelenz Bf (Mo–Fr tagsüber) |
| RufBus 294a | Rurtalbus      | Rufbus: Merken – Inden/Altdorf – Lamersdorf – Lucherberg (Mo–Fr abends, Sa nachmittags-abends und So tagsüber und abends) |
| RufBus 294b | Rurtalbus      | Rufbus: Jülich Walramplatz – Neues Rathaus – Jülich Bf/ZOB – Kirchberg – Viehöven – Schophoven (Sa tagsüber) |
| AST         | Rurtalbus      | AnrufSammelTaxi: Mo–Fr abends, Sa nachmittags/abends, So Jülich Bf/ZOB – Jülich Innenstadt – Kirchberg – Bourheim – Engelsdorf – Aldenhoven – Niedermerz – Schleiden – Siersdorf – Dürboslar – Freialdenhoven |
| AST         | Rurtalbus      | AnrufSammelTaxi: Mo–Fr abends, Sa nachmittags/abends, So Jülich Bf/ZOB – Jülich Innenstadt – Altenburg – Daubenrath |
| AST         | Rurtalbus      | AnrufSammelTaxi: Mo–Fr abends, Sa nachmittags/abends, So Jülich Bf/ZOB – Jülich Innenstadt – Koslar / Merzenhausen – Barmen – Floßdorf / Erzelbach / Boslar – Welz / Ederen / Rurdorf – Kofferen / Hottorf – Gereonsweiler – Gevenich / Kiffelberg – Glimbach – Körrenzig |
| AST         | Rurtalbus      | AnrufSammelTaxi: Mo–Fr abends, Sa nachmittags/abends, So Jülich Bf/ZOB – Jülich Innenstadt – Lich-Steinstraß / Stetternich – Pattern / Welldorf – Mersch / Serrest / Güsten – Hompesch / Sevenich / Höllen – Müntz / Spiel / Rödingen / Bettenhoven – Ameln / Hasselsweiler / Ralshoven – Gevelsdorf / Kalrath – Titz – Mündt / Opherten – Jackerath |
| Mäxchen     | Rurtalbus      | Heimbach Bf → (Abtei Mariawald → Kermeter) / Hasenfeld → Schwammenauel (Staumauer) → (Schmidt Wildpark → Schwammenauel (Staumauer) →) Hasenfeld → Heimbach Bf (nur samstags, sonn- und feiertags von Karfreitag bis 01. November) |
| Disco-Bus   | Rurtalbus      | DiscoBus: nur in den Nächten Fr/Sa (kein AVV-Tarif) Jülich Neues Rathaus – Walramplatz – Koslar – Barmen – Abwz. Floßdorf – Rurdorf – Linnich Rathaus – Glimbach – Körrenzig – Rurich – Baal Bf – Abzw. Doverheide – Hückelhoven – Himmerich |

Zudem verkehrt in den folgenden Aachener Stadtteilen der NetLiner: Walheim, Friesenrath, Schmithof, Lichtenbusch, Sief, Orsbach, Lemiers, Vetschau, Laurensberg, Richterich, Haaren, Verlauenheide und auf der Hüls. Der NetLiner verkehrt zudem im gesamten Stadtgebiet von Monschau und im gesamten Gemeindegebiet von Roetgen. Seit 7. Februar 2022 verkehrt der NetLiner auch in folgenden Teilen des Simmerather Gemeindegebiet: Simmerath, Huppenbroich, Eicherscheid, Hammer, Dedenborn, Einruhr und Erkensruhr.
| Linie                  | Betreiber | Verlauf |
| ---------------------- | --------- | --- |
| NetLiner Roetgen       | ASEAG     | NetLiner: Fährt 30 min. nach der Buchung. Fährt Mo-Fr von 8–11:30 Uhr und von 15–20 Uhr. Bedient: Roetgen, Rott und Mulartshütte |
| NetLiner Monschau      | ASEAG     | NetLiner: Fährt 30 min. nach der Buchung. Fährt Mo-Fr von 8–12 Uhr und von 15–21 Uhr. Bedient: Monschau Altstadt, Imgenbroich, Konzen, Mützenich, Kalterherberg, Höfen, Alzen, Rohren, und Widdau                                                                                       |
| NetLiner Simmerath     | ASEAG     | NetLiner: Fährt 30 min. nach der Buchung. Fährt an Schultagen Mo-Fr von 8–11:30 Uhr und von 15:30–19:30. In den Ferien Mo-Fr von 8-11:30 Uhr und von 12:45 bis 19:30 Uhr Bedient: Simmerath, Eicherscheid, Huppenbroich, Hammer, Dedenborn, Seifenaul, Einruhr und Erkensruhr           |
| NetLiner Aachen-Nord   | ASEAG     | NetLiner: Fährt 30 min. nach der Buchung. Fährt Mo-Fr von 6–12 Uhr und von 15–24 Uhr. An Samstagen von 8–10 Uhr und von 17–24 Uhr. An Sonn- und Feiertagen von 10–24 Uhr. Bedient: Richterich, Vetschau, Grünethal, Laurensberg, Orsbach, Lemiers, Seffent, Campus Melaten und Uniklink |
| NetLiner Aachen-Süd    | ASEAG     | NetLiner: Fährt 30 min. nach der Buchung. Fährt an Samstagen von 07:30–22:30 Uhr, an Sonn- und Feiertagen von 08:30–22:30 Uhr. Bedient: Walheim, Schmithof, Sief, Lichtenbusch |
| NetLiner Aachen-Haaren | ASEAG     | NetLiner: Fährt 30 min. nach der Buchung. Fährt Mo-Fr von 6–22 Uhr. An Samstagen Sonn- und Feiertagen von 8–22 Uhr. Bedient: Haaren, Verlautenheide und Hüls |